# Serranillos del Valle
Serranillos del Valle és un municipi de la Comunitat Autònoma de Madrid. Limita amb Griñón, Cubas de la Sagra, Batres i Carranque.

## Demografia
| 1991 | 1996 | 2001 | 2004 |
| ---- | ---- | ---- | ---- |
| 478  | 810  | 901  | 2457 |